# Kiang Central
Il distretto di Kiang Central è un distretto del Gambia nella Divisione del Lower River con 7.886 abitanti al censimento del 2003.

## Società

### Evoluzione demografica
In base ai dati del censimento 1993 la popolazione del distretto era così suddivisa dal punto di vista etnico:
| Etnia       | Abitanti | %     |
| ----------- | -------- | ----- |
| Mandingo    | 4.368    | 65,01 |
| Fulani      | 2.181    | 32,46 |
| Wolof       | 43       | 0,64  |
| Jola        | 38       | 0,57  |
| Serahule    | 3        | 0,04  |
| Altre etnie | 86       | 1,28  |